# Sebastián Muñoz

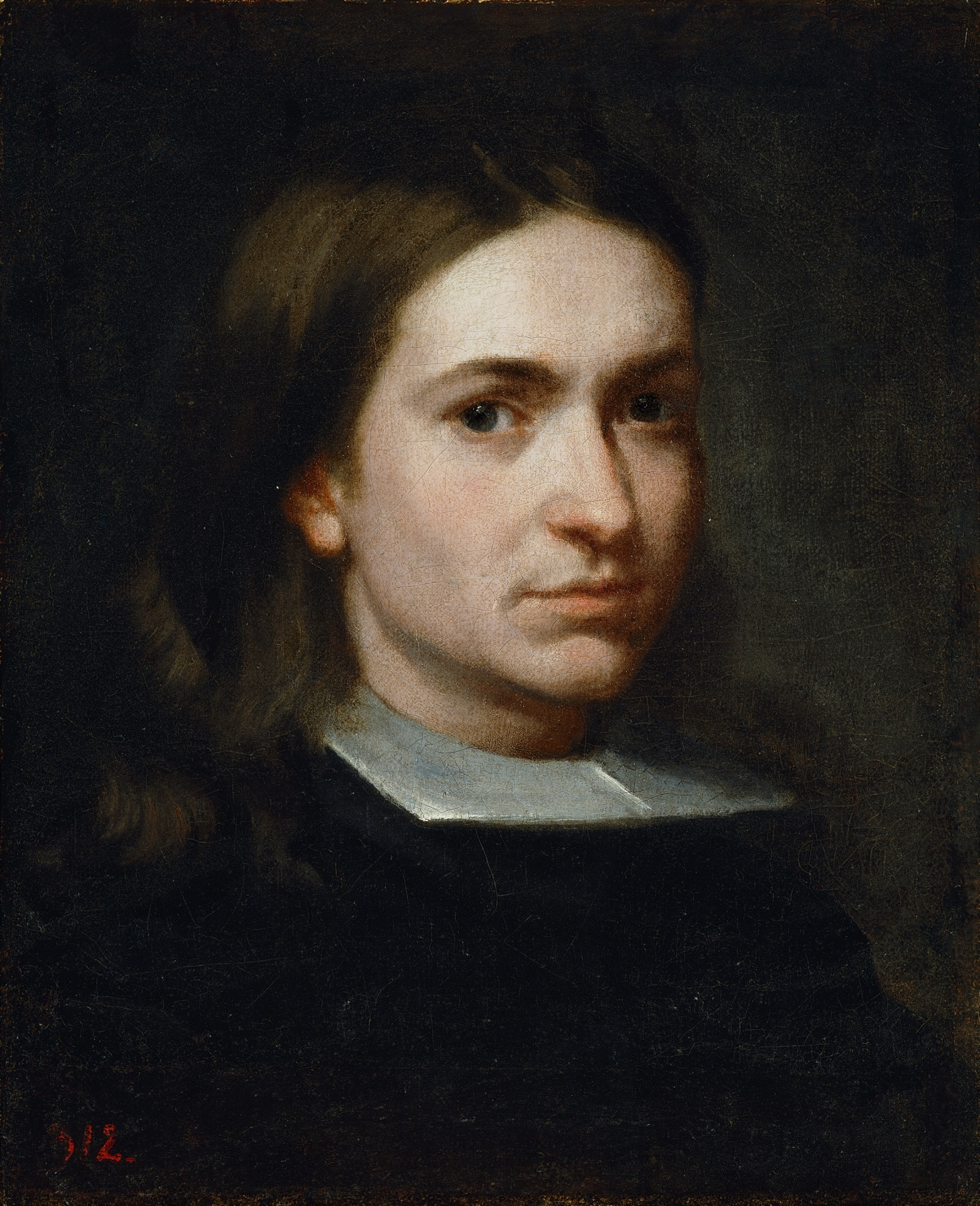
Autorretrato, óleo sobre lienzo, 42,7 x 35 cm, Madrid, Museo Nacional del Prado.

Sebastián Muñoz (Casarrubios del Monte, Toledo, 1657-Madrid, 1690) fue un pintor barroco español, discípulo y colaborador de Claudio Coello y uno de los más interesantes epígonos de la Escuela madrileña, malogrado por su temprana muerte.

## Biografía
Aunque Antonio Palomino, biógrafo y amigo, afirma que nació en Navalcarnero (Madrid), en aquella localidad no consta la partida de bautismo. Es muy probable, en cambio, que se trate del mismo Sebastián Muñoz que en enero de 1670 entró como aprendiz por un periodo de cuatro años en el taller del pintor toledano Hipólito de Torres. En la escritura de aprendizaje, con las cláusulas habituales, su padre declaraba que el muchacho era de edad de doce años (lo que llevaría la fecha de nacimiento a 1657) y natural de Casarrubios del Monte (Toledo), localidad muy próxima a Navalcarnero y para la que Sebastián Muñoz, en el momento de su fallecimiento, estaba pintando un cuadro del Martirio de San Andrés.
En enero de 1680 se encontraba en Madrid pintando al temple con Claudio Coello las decoraciones festivas para la entrada de la reina María Luisa de Orleáns, primera esposa de Carlos II. Con las ganancias obtenidas, cuenta Palomino, pasó a Italia, donde se le documenta efectivamente a fines de ese año al firmar —como segoviano— con Vicente Giner y otros ocho pintores españoles residentes en Roma, una petición dirigida a Carlos II por la que solicitaban la fundación de una academia de pintores españoles en la Ciudad Eterna, para la que proponían como presidente a Francisco de Herrera el Mozo. Allí entró en contacto con Carlo Maratta, como atestiguan tres dibujos de academia conservados en los Uffizi de Florencia. De regreso a España se unió a Coello en Zaragoza, donde pintaron en colaboración los frescos de la iglesia de la Mantería (1684), parcialmente conservados.

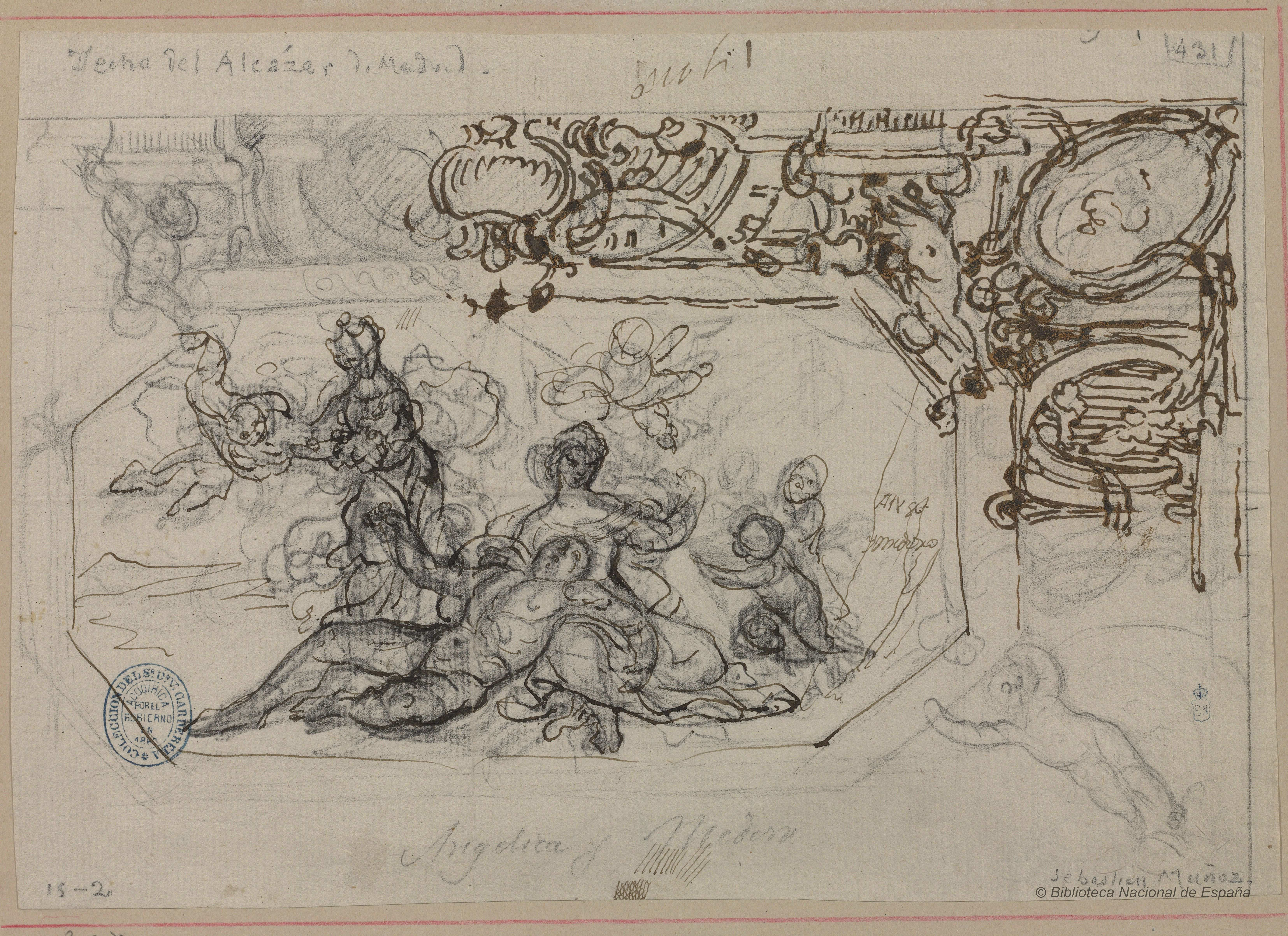
Angélica y Medoro, lápiz negro y tinta a pluma gruesa, 178 x 258 mm, Madrid, Biblioteca Nacional de España.

De nuevo en Madrid, en 1686 trabajaba en el viejo Alcázar, donde pintó un techo del cuarto de la reina con la fábula de Angélica y Medoro, pintura de la que únicamente se conserva un dibujo preparatorio en la Biblioteca Nacional de Madrid. También para palacio pintó al óleo una de las historias de la fábula de Psique y Cupido, perdida, con la que según Palomino obtuvo el nombramiento de pintor del rey. Su prestigio y buena fama creció al retratar a la reina y con el Martirio de San Sebastián, expuesto en público con ocasión de la fiesta del Corpus. En 1689, para el convento del Carmen Calzado, pintó los Funerales de la reina María Luisa de Orleáns, donde para contentar a los frailes, que no reconocían a la difunta en la figura escorzada de la reina yacente que había pintado Muñoz, hubo de retratarla viva en un medallón dentro del cuadro, sostenido por angelitos.
En el Palacio del Buen Retiro trabajó en la decoración de las salas destinadas a la nueva reina, doña Mariana de Neoburgo, a la vez que comenzó a trabajar en la restauración de los frescos de Francisco de Herrera el Mozo en la cúpula de la iglesia de la Virgen de Atocha. Ocupado en esta tarea, el Lunes Santo de 1690, cayó del andamio —según Palomino, cuando bailaba sobre él, por ser muy aficionado a la danza— y murió al instante, siendo enterrado en el mismo convento. Al morir dejaba inacabado el Martirio de San Andrés de la parroquial de Casarrubios del Monte, lienzo de considerables dimensiones (8,30 x 7,30) que hubo de ser terminado por Francisco Ignacio Ruiz de la Iglesia, pero en el que todavía se aprecia la calidad del dibujo de raíz italiana de Muñoz.

## Obra

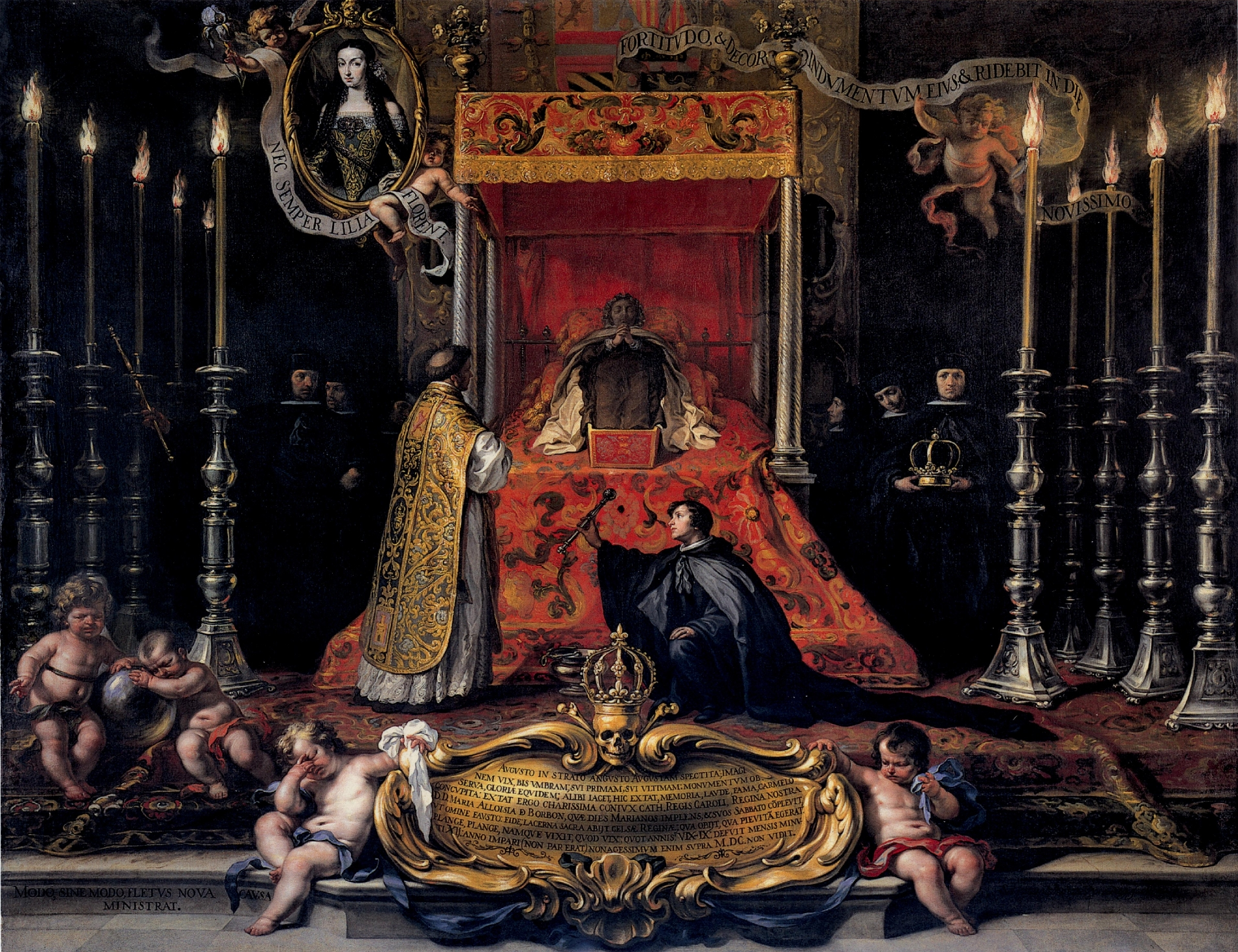
Exequias de la reina María Luisa de Orleáns (1689), óleo sobre lienzo, 207 x 251 cm, Nueva York, Hispanic Society of America.

Además de los frescos de la Mantería en los que colaboró con Claudio Coello, sólo se han conservado de su mano El martirio de San Sebastián, actualmente en el Museo Goya de Castres y los Funerales de la reina María Luisa de Orleáns, propiedad de la Hispanic Society de Nueva York, obras ambas muy notables y, como dice Palomino, de mucho estudio, la segunda pintada del natural. Los dos cuadros pertenecieron a la colección del infante Sebastián de Borbón que, tras su confiscación por las simpatías carlistas del infante, pasó al Museo de la Trinidad, donde Cruzada Villaamil hizo un encendido elogio del San Sebastián, considerado la mejor obra de este malogrado artista. En 1861 fueron devueltos a su antiguo propietario, saliendo definitivamente de España. En su catálogo del Museo Nacional de Pinturas, como se denominó oficialmente el Museo de la Trinidad, Cruzada Villaamil le atribuyó también El entierro del Conde Orgaz y el San Agustín conjurando una plaga de langosta, obras actualmente asignadas a Miguel Jacinto Meléndez en el Museo del Prado. En este museo se conserva, además, un supuesto autorretrato, procedente de las colecciones reales donde figuró ya con esa atribución.

## Notas

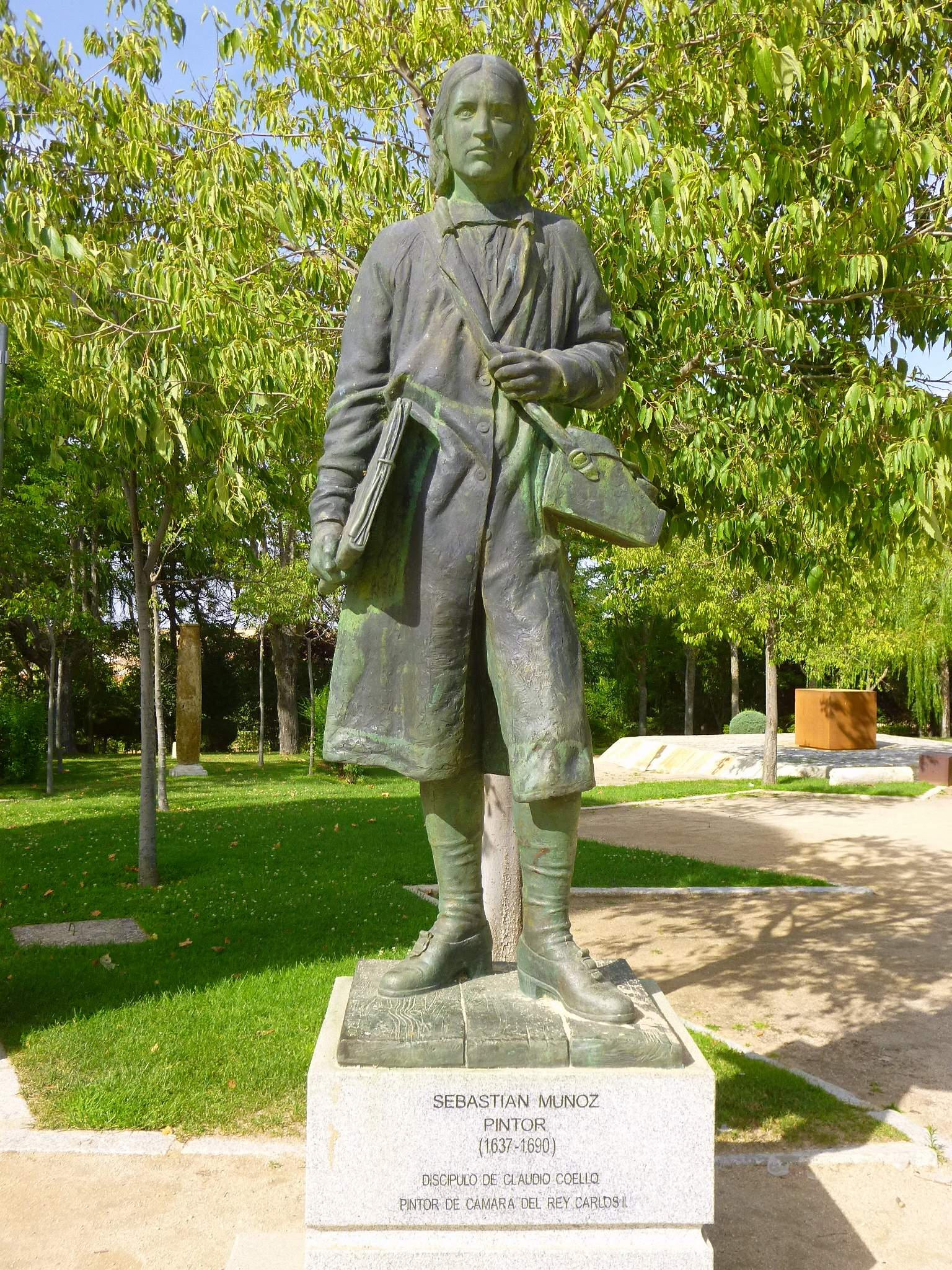
Estatua memorial de Sebastián Muñoz en el Parque Histórico de San Sebastián de Navalcarnero